# Туктибай
Туктибай (каз. Түктібай, до 1993 года — Гагарино, в честь Ю. А. Гагарина) — аул в Жуалынском районе Жамбылской области Казахстана. 
Аул входит в состав аульного округа Нурлыкент. Код КАТО — 314243500.

## Население
В 1999 году население аула составляло 709 человек (393 мужчины и 316 женщин). По данным переписи 2009 года, в ауле проживало 705 человек (348 мужчин и 357 женщин).